# 月虹

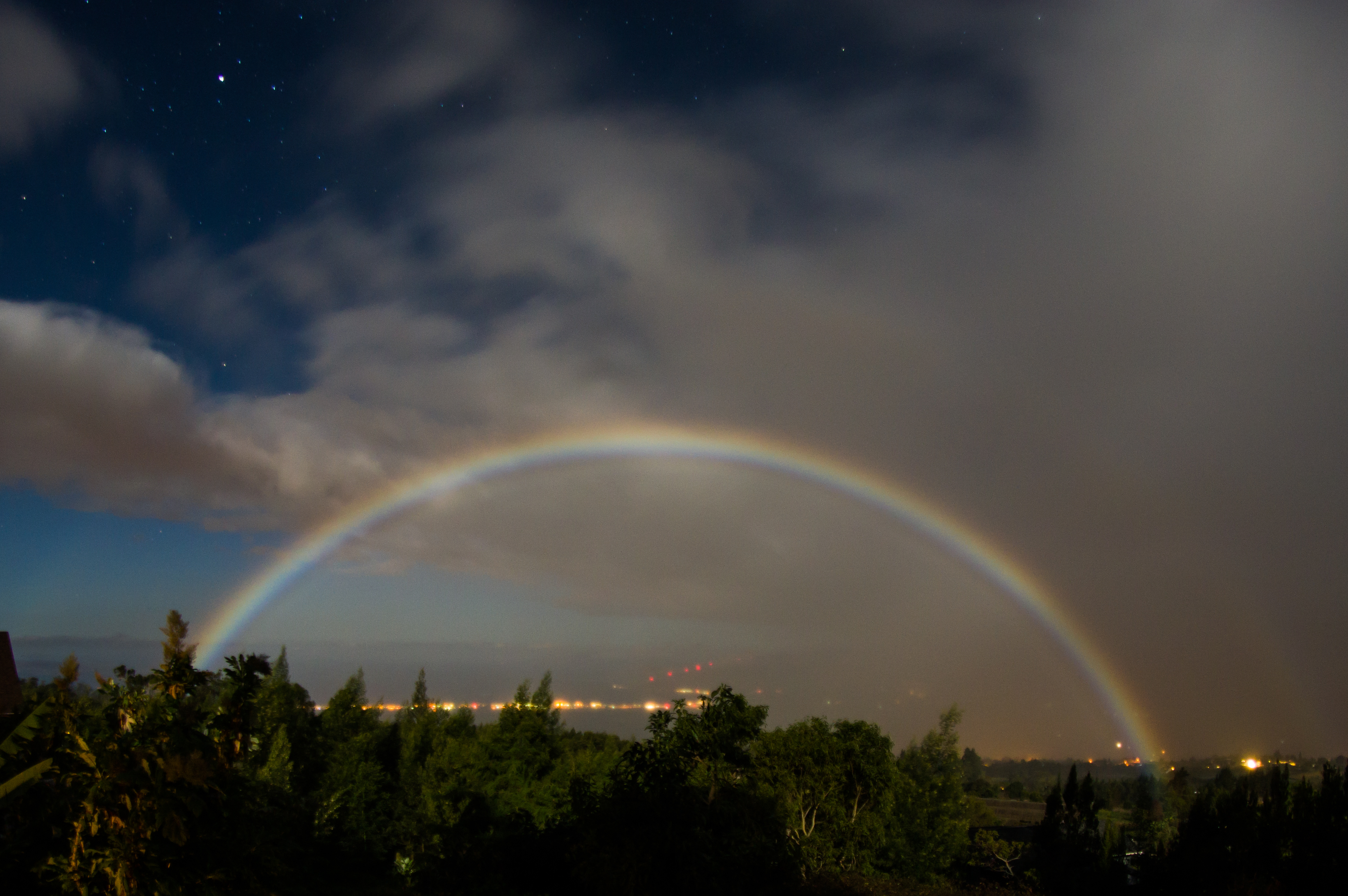
ハワイ諸島マウイ島キヘイにかかる月虹

月虹（げっこう、英語: moonbow）は、夜間に月の光により生じる虹。月光虹、ムーンボウとも。

## 概説

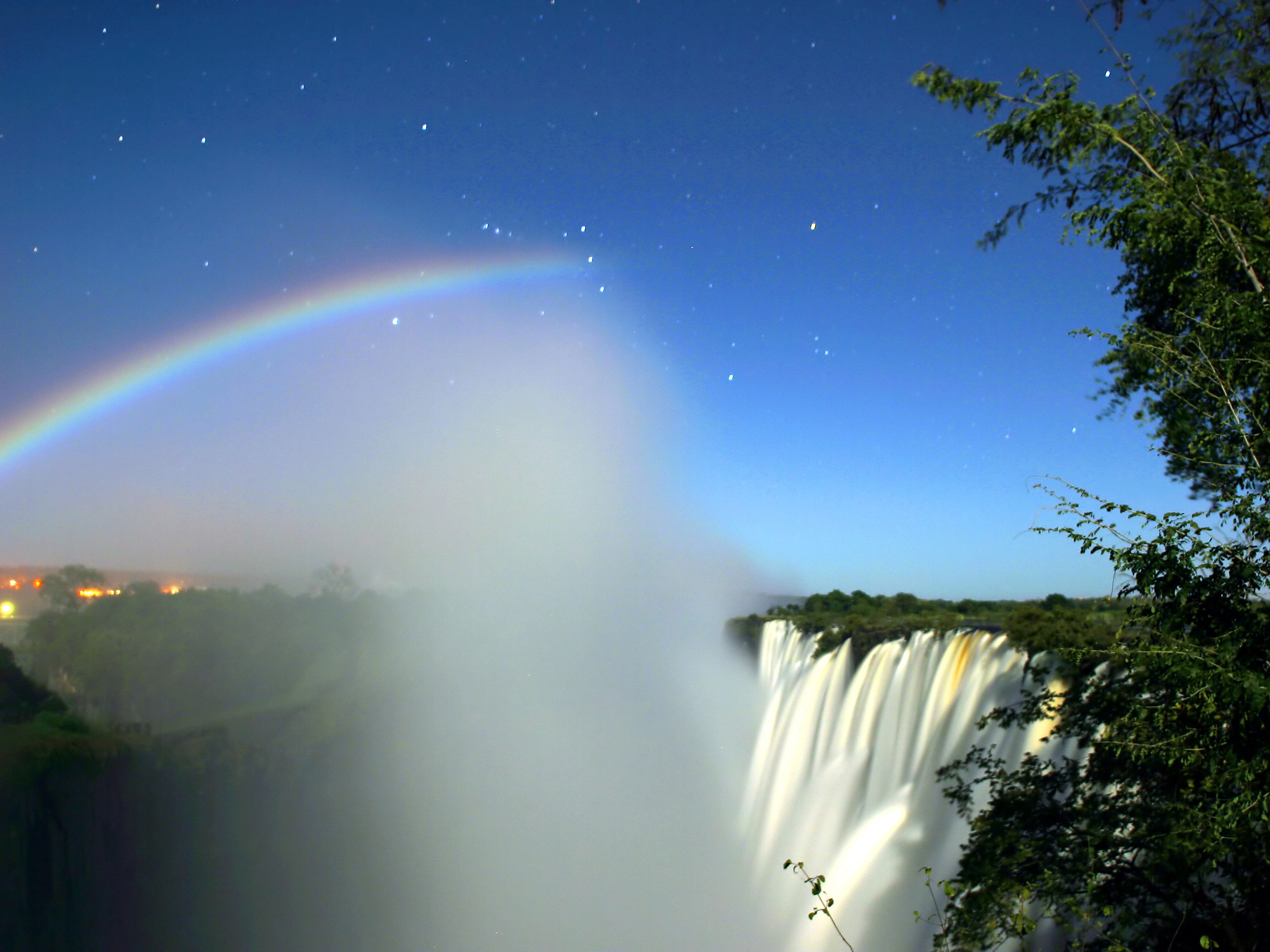
ヴィクトリアの滝の水しぶきにかかる月虹 (ザンビア側）

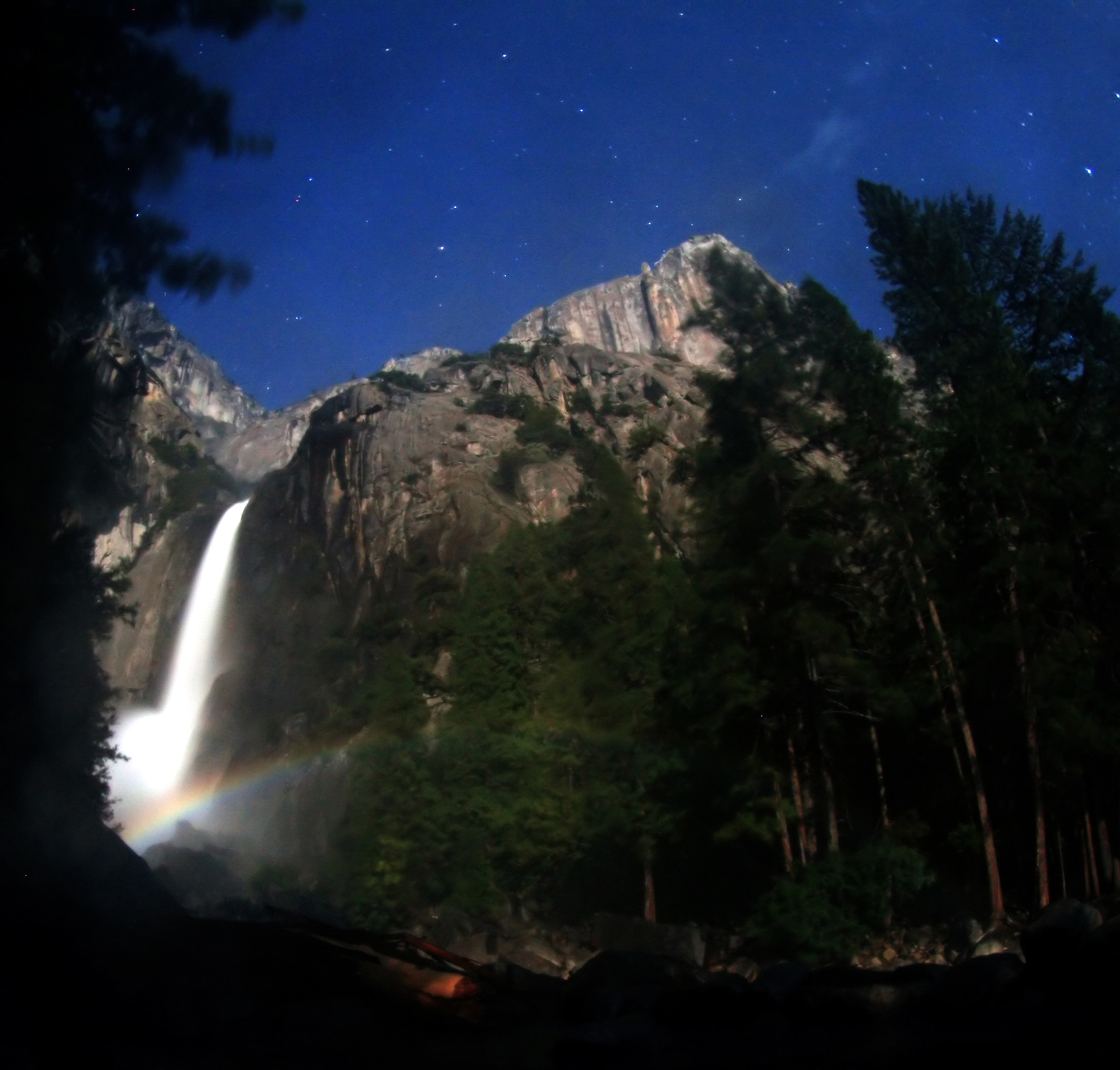
ヨセミテ滝の下部で滝しぶきにかかる月虹

月虹の見える原理は、昼間の虹と同じである。しかし、光が弱いために色彩が淡く、肉眼では七色よりも白色に近い色で見えることが多い。このことから、白虹（はっこう）とも呼ばれる。
月虹がよく観測されるハワイ諸島のマウイ島では、これを見た者には「幸せが訪れる」「先祖の霊が橋を渡り祝福を与えに訪れる」と言われている。
日本でも、沖縄県石垣島、岡山県井原市、群馬県吾妻郡高山村での観測例がある。
南米のイグアスの滝、北米のヨセミテ滝、南部アフリカのヴィクトリアの滝では、満月の時に滝しぶきにかかる月虹がみられる。

## メディアでの紹介
- TBSテレビ『日立 世界・ふしぎ発見!』第1514回「Big Island ハワイ島 月夜の虹と火山が創った新世界」2019年6月1月放送[8]